# Station Rugby
Rugby is een spoorwegstation van National Rail in Rugby, Rugby in Engeland. Het station is eigendom van Network Rail en wordt beheerd door Avanti West Coast. Het station is geopend in 1838.